# Phlebotomus zulrfargensis
Phlebotomus zulrfargensis är en tvåvingeart som beskrevs av Mikhail Mikhailovich Artemiev 1978. Phlebotomus zulrfargensis ingår i släktet Phlebotomus och familjen fjärilsmyggor. Inga underarter finns listade i Catalogue of Life.